# Albín Sládek
Albín Sládek (1. března 1889 Jedousov – 26. února 1943 Bystré v Orlických horách, část Doly) byl legionář a voják z povolání v prvorepublikové československé armádě. Za protektorátu se zapojil do činnosti vojenské ilegální odbojové organizace Obrana národa (ON).

## Život

### Rodinný původ
Albín Sládek se narodil 1. března 1889 v Jedousově Horeckém (Hořeckém) Dvoře u Hradce Králové do početné dělnické rodiny. Po absolvování školní docházky pracoval jako obuvník v závodě na výrobu obuvi F. L. Popper v Chrudimi. V říjnu 1910 nastoupil k presenční vojenské službě u rakousko-uherské armády. S Annou Kořínkovou vstoupil do svazku manželského v roce 1915 a měl s ní dva potomky (jedním z nich byla dcera dr. Jaroslava Koutná).

### První světová válka
V průběhu první světové války musel na základě mobilizačního příkazu nastoupit do kasáren v Čáslavi k 21. pěšímu pluku. S tímto útvarem byl v polovině roku 1915 odvelen na ruskou frontu. Po návratu z ruské fronty byl 21. pěší pluk převelen 20. února 2016 na italskou frontu. Do italského zajetí padl Albín Sládek v hodnosti štábního šikovatele u 21. pěšího pluku rakousko-uherské armády dne 24. května 1917 poblíž vesničky Hudi Log během X. sočské ofenzivy. V italském zajetí byli vojáci podrobeni krátkému výslechu a následně je soustředili do karanténního tábora v Palmanově v severní Itálii. Tady byli zajatci drženi šest neděl v karanténě a pak byli zajatí Češi a Slováci odvezeni vlaky na jih za Neapol do města Paduli (provincie Salerno). V létě 1917 byli do zdejšího zajateckého tábora soustředěni čeští a slovenští zajatci včetně představitelů Československého dobrovolnického sboru, který měl koncem roku 1917 již 4 500 členů, což byl základ pro utvoření československých legií v Itálii. (Italská vláda uznala československou legii 15. dubna 1918 a stvrdila tento akt 21. dubna 1918 podepsáním ustavujícího protokolu v Římě.) 

### V řadách čs. legií v Itálii

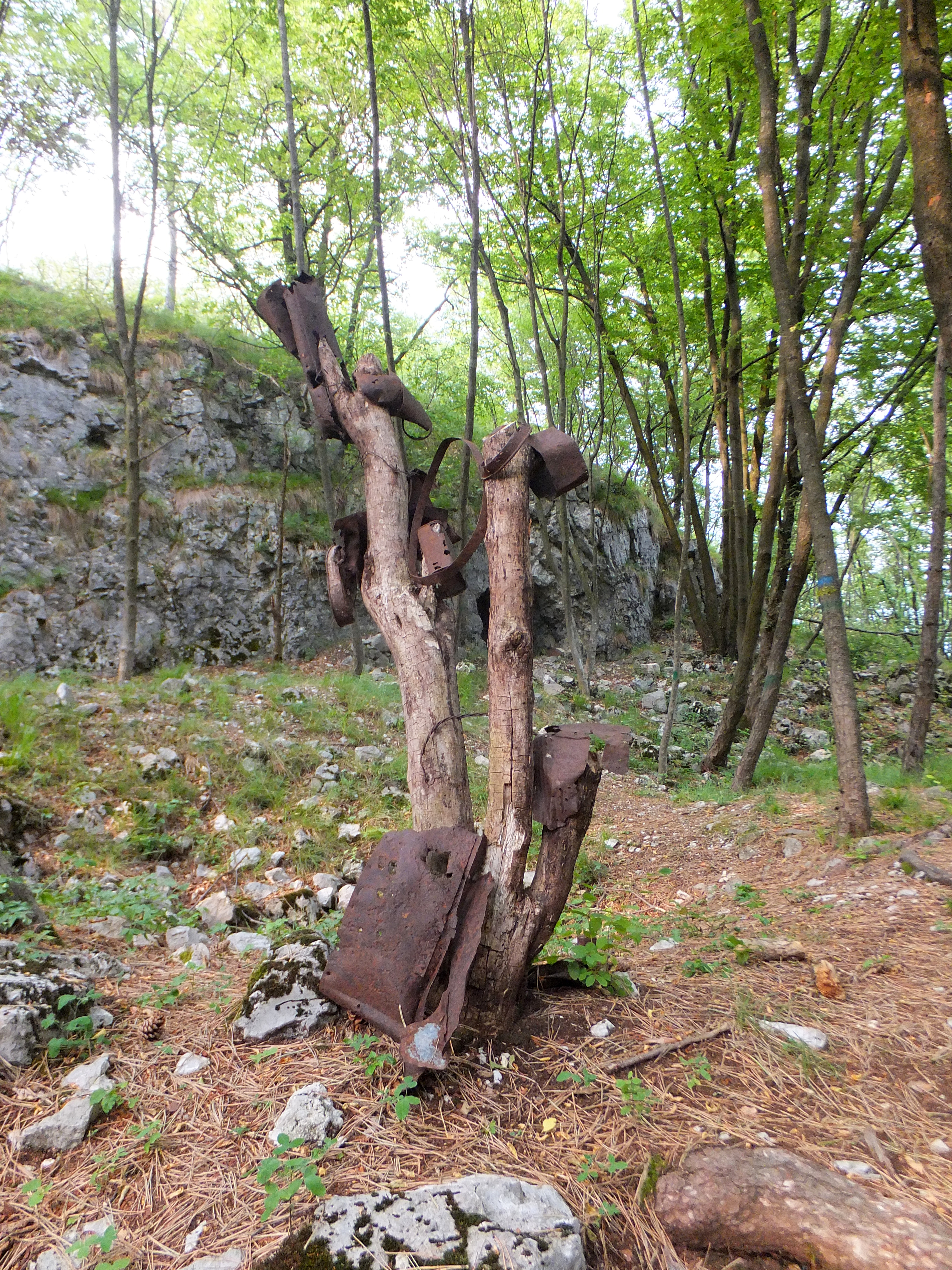
Zbytky vojenského materiálu z první světové války pod vrcholem hory Doss Alto di Nago

Přihlášku do řad československých legionářů v Itálii si Albín Sládek podal 4. března 1918 v Padue, do československých legií byl zařazen 13. května 1918 v hodnosti nadstrážmistra ke 33. střeleckému pluku. Albín Sládek se v řadách 33. československého střeleckého pluku čs. legií v Itálii účastnil 21. září 1918 bojů o kótu 703 – vrchol Doss Alto a tato jednotka získala za hrdinství v boji nad Rakušany (po první světové válce v roce 1923) čestný název „Doss’Alto“.
Po vzniku samostatného Československa (28. října 1918) se začaly v průběhu prosince 1918 do vlasti z Itálie vracet (včetně zbraní a munice) v italských železničních vagónech první československé legionářské jednotky. Ve dnech 15. až 18. prosince 1918 odjel z Itálie i 33. čs. střelecký pluk. Následně byli legionáři použiti i při obraně Slovenska před Maďary v rámci obrany republiky před bolševickými vojsky Maďarské republiky rad. V té době měl Albín Sládek již hodnost nadporučíka. (Po skončení bojů na Slovensku byl III. prapor 33. pluku převelen 30. července 1919 do Chebu.)

### Mezi válkami
Ke konci roku 1919 se Albín Sládek vrátil do svobodného Československa jako italský legionář v hodnosti nadporučíka (u 33. střeleckého pluku) a svoji legionářskou karieru ukončil 31. prosince 1919. V Československu se rozhodl pro službu vlasti a stal se vojákem z povolání. Poručíkem prvorepublikové armády byl jmenován 28. října 1924. Mezi oběma světovými válkami působil v různých posádkách. Od roku 1936 byl zařazen na sborovém velitelství v Hradci Králové.

### V protektorátu
Po napadení Čech, Moravy a Slezska hitlerovským Německem a vyhlášení Protetkorátu Čechy a Morava (15. března 1939) byl spolu s ostatními vojáky z povolání během jara 1939 demobilizován a v průběhu léta 1939 byli důstojníci rozpuštěné čs. armády rozmisťováni na různá úřednická místa v protektorátní správě země. Albín Sládek byl „civilně“ přidělen k Cejchovnímu úřadu v Hradci Králové, ale jako bývalý štábní kapitán se velmi brzy zapojil do práce ve vznikajícím Krajském vojenském velitelství (KVV) ilegální organizace Obrany národa v Hradci Králové. Tomuto ilegálnímu útvaru velel plukovník Petr Novák, funkci náčelníka štábu vykonával major pěchoty Jan Petera a Albín Sládek byl zařazen na pozici důstojníka štábu – velitele zvláštní skupiny. Podle prověřovacího materiálu k Obraně národa ze 70. let 20. století měla Sládkem vedená speciální skupina na starosti především pomoc rodinám perzekvovaných spolupracovníků Obrany národa a také zajišťování odchodů (organizace transportu) potřebných osob z protektorátu do emigrace. Další náplní protiněmecké činnosti Sládka a lidí z jeho skupiny bylo zajištění radiového spojení s dalšími složkami odboje. Velmi aktivní odbojář Albín Sládek dohlížel (pod vedením Františka Holického) například i na distribuci ilegálního časopisu V boj.    

#### Likvidace první garnitury Obrany národa
Počátkem roku 1940 byla hradecká Obrana národa varována před chystanou vlnou zatýkání organizovanou německými bezpečnostními složkami s cílem zlikvidovat regionální Obranu národa v oblasti severovýchodních Čechách. Jako jeden z prvních se do ilegality uchýlil major Josef Matohlína, dále pak major pěchoty Jan Petera a plukovník Petr Novák, který (na základě rozkazu z centra Obrany národa) odešel později do zahraničí a v exilu působil ve Velké Británii. Štábní kapitán Albín Sládek se vyhnul zatýkací vlně v únoru 1940 a ponořil se rovněž do ilegality.

Spolupracovníci v odboji
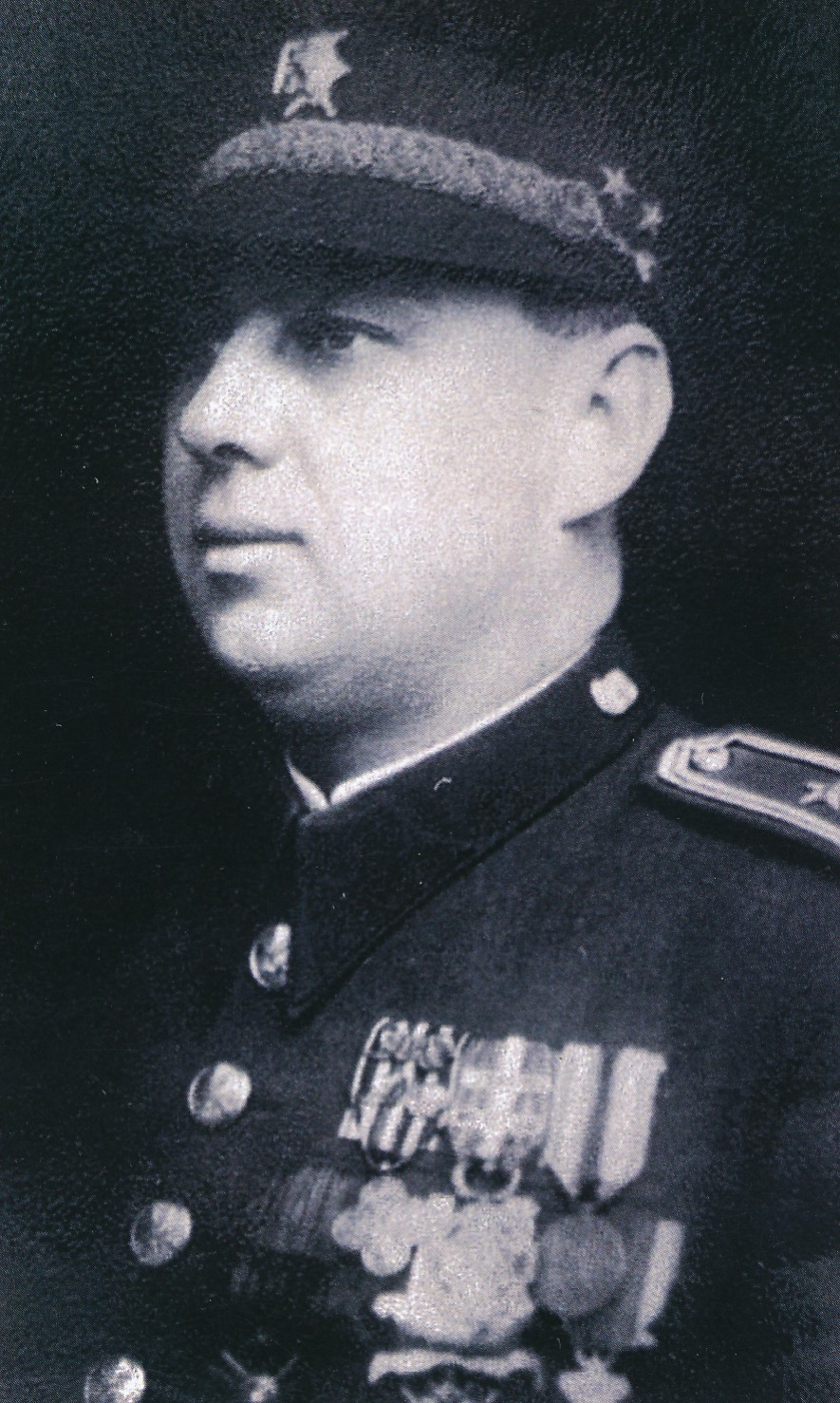
major Josef Matohlína
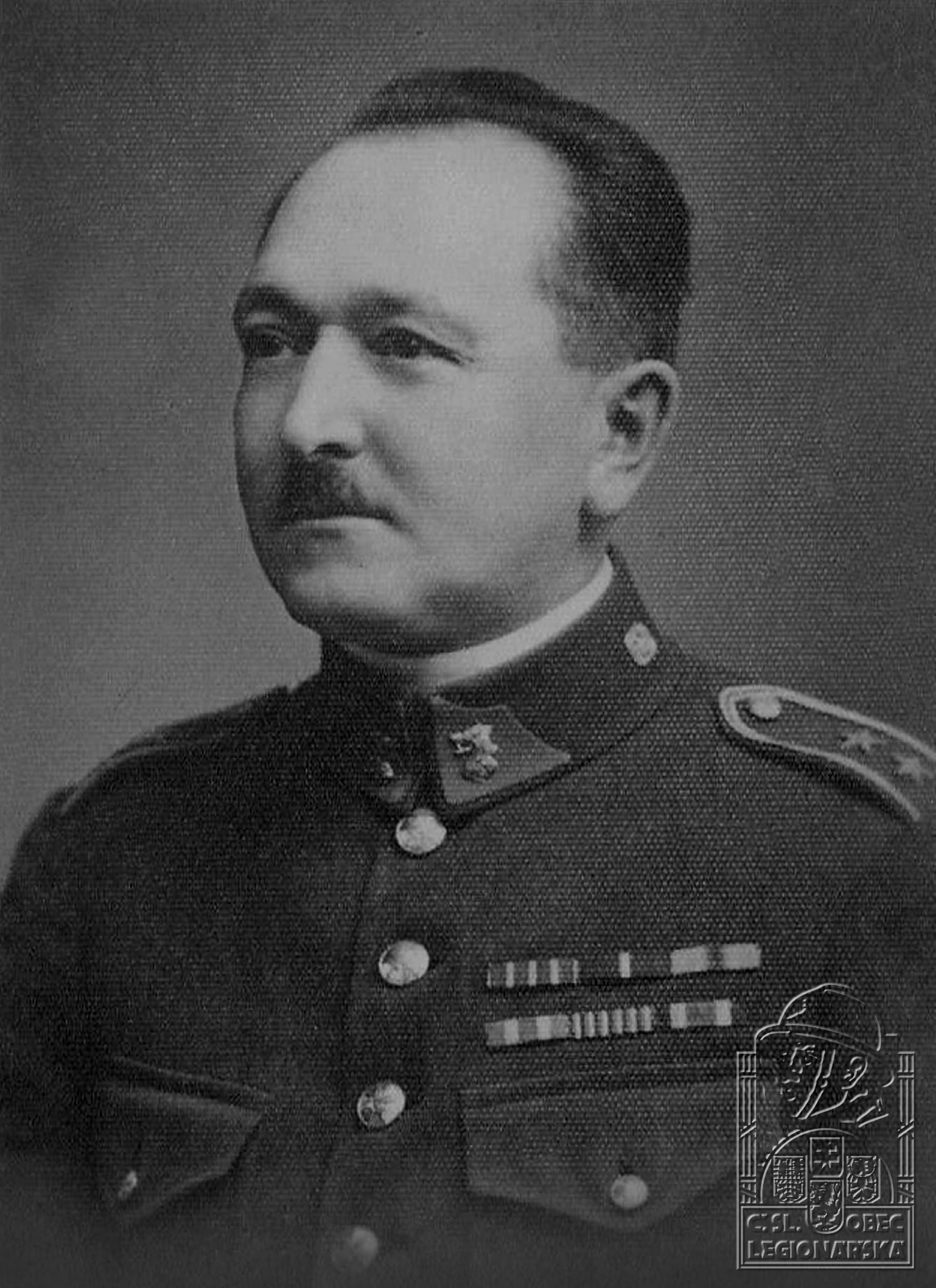
major Jan Petera
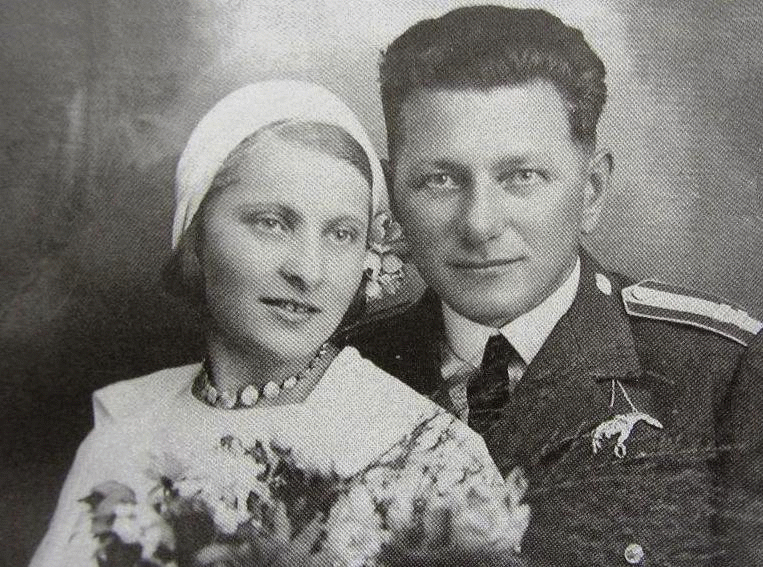
Jolana Kašparová a její manžel rotmistr letectva Bohuslav Kašpar

Ve dvou zatýkacích vlnách (na podzim 1939 a v únoru 1940) došlo prakticky k rozbití ON a zničení tzv. první garnitury ON. U některých zatčených funkcionářů našlo gestapo dokonce jmenné seznamy příslušníků velení a jednotek, což mělo za následek další zatýkání. Zatčení funkcionáři byli internováni v koncentračních táborech. Funkcionáři, kteří unikli zatčení, přešli buď do hluboké ilegality nebo odešli do emigrace.

#### Budování Obrany národa

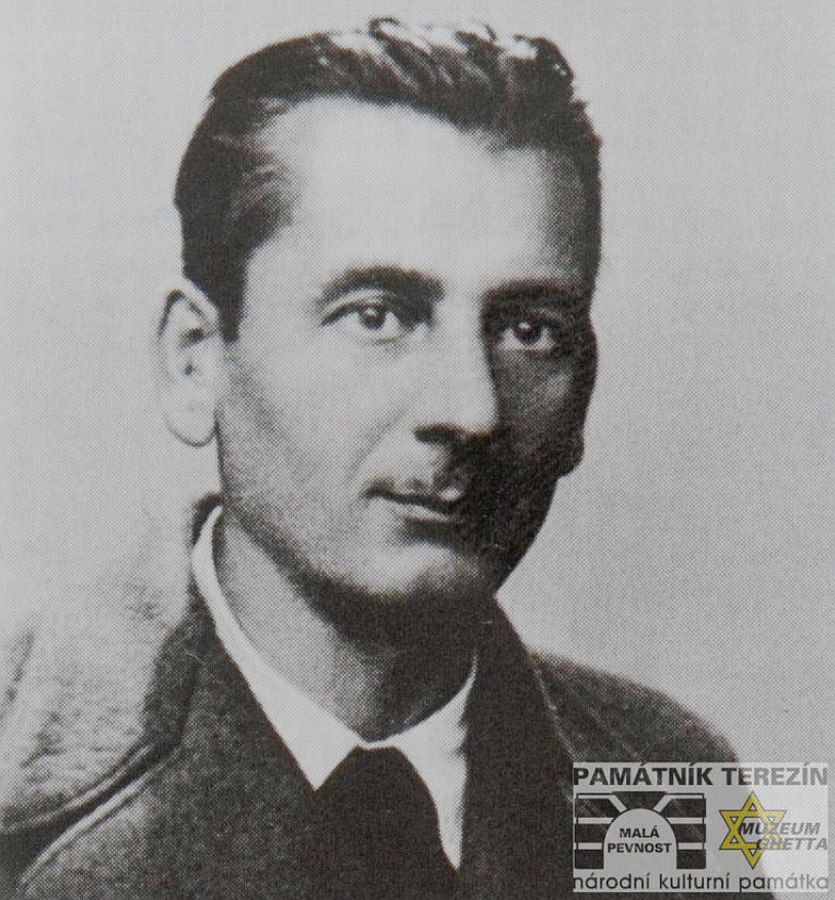
člen komunistické větve domácího protiněmeckého (II.) odboje Josef Formánek

V Praze, kam se štábní kapitán Albín Sládek přesunul koncem května 1940 byl Zemským velením Obrany národa – Čechy pověřen obnovením struktur a činnosti regionální Obrany národa v severovýchodních Čechách. Na rozdíl od první garnitury neměla být ilegální síť organizována plošně a v masovém měřítku, ale mělo se jednat o malé ale silně zakonspirované skupiny pověřené krátkodobými buď zpravodajskými anebo sabotážními úkoly (ochromování železniční a silniční dopravy, destrukce vedení silové elektřiny, rušení telefonního a telegrafního spojení, ...). Dlouhodobým cílem těchto ilegálních skupin měla být připravenost na převzetí moci v regionu v případě národního povstání spojeného například s oslabením či dokonce s ztrátou německého vlivu nad protektorátem těsně před koncem druhé světové války. V polovině září 1940 se Albín Sládek přesunul z Prahy do severovýchodních Čech aby zahájil plnění v Praze mu zadaných ilegálních úkolů.
Během práce pro odboj spolupracoval Sládek nejen s bývalými vojáky (plukovníkem Petrem Novákem, podplukovníkem Bohumilem Janem Šrámkem, majorem Josefem Matohlínou, majorem Janem Peterou, majorem Snítilem, rotmistrem Oldřichem Jelínkem, štábním rotmistrem letectva Bohuslavem Kašparem) ale i s civilními osobami (panem Ehlem, panem Františkem Drašnerem, železničářem Bohumilem Říčařem, panem Bašem, farářem Opočenským, paní Slezákovou, paní Šnajdrovou, manželi Jolanou a Bohuslavem Kašparovými, panem Zemanem, panem starostou Macháčkem a dalšími).
Po odeznění vlny zatýkání v řadách první garnitury hradecké Obrany národa (v létě 1940) se major Josef Matohlína ihned pustil do obnovování zdecimovaných struktur ilegální organizace ve snaze zbudovat základy druhé garnitury regionální Obrany národa. V období od 6. února 1940 až do 6. května 1941 pokračoval v odbojové činnosti se svým blízkým spolupracovníkem nadporučíkem Albínem Sládkem, udržovali styk s pražským vedení Obrany národa a byli v kontaktu se členem Novákova štábu majorem pěchoty Janem Peterou.
Majoru Janu Peterovi plynuly z jeho funkcí (náčelník štábu Petra Nováka, zpravodajský důstojník) úkoly získávat, shromažďovat a vyhodnocovat různé zpravodajsky hodnotné informace hospodářského, politického a vojenského charakteru z celého Královéhradeckého kraje. Tyto informace byly dále předávány kurýry přes Itálii, Španělsko do Paříže nebo je Petera a jeho lidé předávali zprostředkovaně přes podplukovníka Josefa Balabána či podplukovníka Josefa Mašína (oba členové zpravodajsko–diverzní skupiny Tři králové) k odeslání ve formě radiodepeší do Londýna prostřednictvím ilegálních radiostanic (spravovaných pražským ústředím).
V srpnu 1940 Jan Petera oficiálně pověřil Josefa Matohlínu velením Krajského vojenského velitelství (KVV) Obrany národa (ON) Hradec Králové. Po prvním zatčení Josefa Matohlíny gestapem v noci ze 6. na 7. května 1941 přebral štábní kapitán Albín Sládek velení Obrany národa pro severovýchodní Čechy. Stejně jako major Josef Matohlína byl i nadporučík Albín Sládek plně odevzdán svému cíli – obnovit regionální Obranu národa ve stejném rozsahu jako fungovala před zásahem gestapa v únoru 1940.
V té době Albín Sládek v součinnosti s železničářem Bohumilem Říčařem (1896-1944) a Josefem Formánkem (vedoucím odbojové buňky regionální ilegální KSČ) připravoval (organizačně i materiálně) odbojovou organizaci ON na sabotážní a diverzní akce na železnici a silnicích, na telefonních a telegrafních vedeních.

#### V ilegalitě
Albín Sládek se skrýval a pracoval v ilegalitě od počátku února 1940 až do jeho smrti v 26. února 1943 tedy plné tři roky navzdory tomu, že byl cílem „číslo jedna“ pro hradecké gestapo. Během tohoto období, kdy si nebyl jist životem ani tím, kde (coby psanec) „složí na noc hlavu“ bylo několik jeho spolupracovníků zatčeno či zastřeleno. Obdobně jako Matohlína byl Sládek po celé tříleté období strávené „v podzemí“ neustále mobilní a prakticky nezůstal nikdy dlouho na jednom místě. Vystřídal různé lokality východních Čech (Chrudim, Dobruška, Náchod, ...) ale skrýval se i v Praze (tam byl v kontaktu se majorem Peterou).
Major Josef Matohlína se s Albínem Sládkem určitou dobu ukrývali na Novém Hrádku, ale po zatčení Matohlíny (v noci ze 6. na 7. května 1941) se Sládek v květnu 1941 přesunul do Vamberku. Ve Vamberku vystupoval pod falešným jménem „Josef Sokol“ a dokonce zde našel zaměstnání u hutní firmy. Z hlediska pravidel konspirace udržoval Sládek příliš široký okruh kontaktů (v této době zahrnoval například i příslušníky ilegální KSČ soustředěné kolem Josefa Formánka) což bylo značně riskantní vzhledem k možnosti prozrazení místa jeho pobytu.

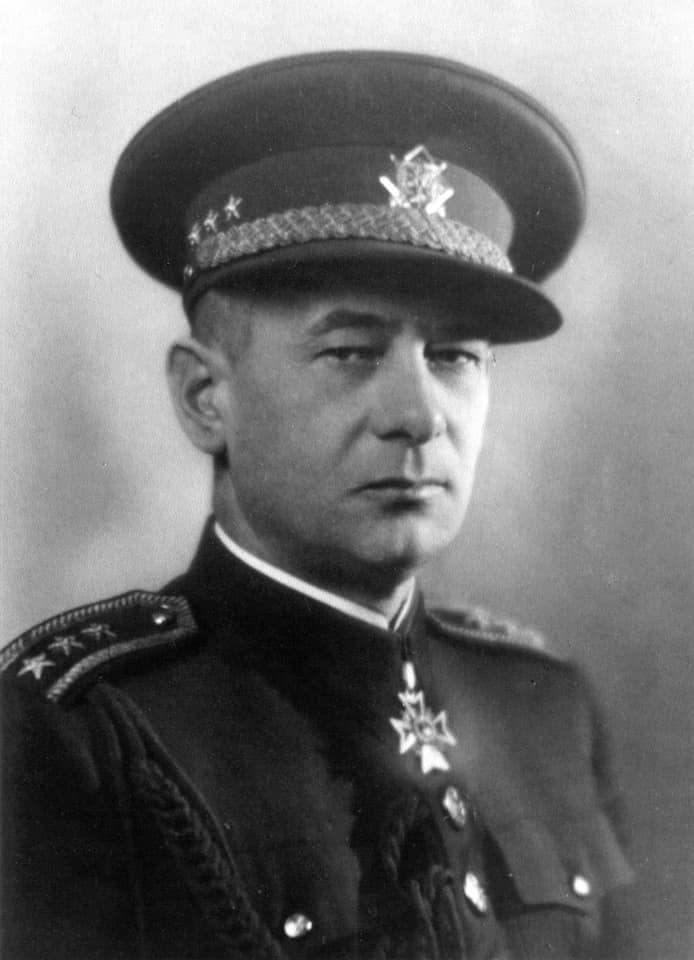
plukovník František Dědič

Významnou roli v podpoře Sládkova pobytu v ilegalitě bylo i materiální zajištění Sládkovy rodiny. O tuto stránku se postaral člen pražského ústředního velení Obrany národa plukovník František Dědič, který měl na starosti (krom jiných zpravodajských úkolů) i ochranu a materiální zajištění perzekvovaných rodin odbojářů (a to jak těch zatčených, zavražděných nebo skrývajících se v ilegalitě). Matohlínově manželce i manželce Albína Sládka vyplatil František Dědič 1000,- Kčs jako náhradu za manželův ušlý plat. Manželka Albína Sládka byla poté internována Němci ve Svatobořicích (obvyklý postup gestapa jako součást trestu za pobyt manželů v ilegalitě a jejich podvratnou protiříšskou činnost). V té době již dospívající obě Sládkovy děti byly se svým otcem během jeho pobytu v ilegalitě v kontaktu (setkaly se s ním celkem na třech schůzkách a to jak v Praze, tak i v Chrudimi).

#### Poslední dny života
Bohuslav Čtvrtečka (* 12. února 1912) byl synem obecného hajného Františka Čtvrtečky. Za protektorátu žil v bysterských Dolech v chalupě číslo popisné 53 spolu se svojí matkou Annou Čtvrtečkovou. Bohuslav Čtvrtečka se živil jako tkalcovský mistr. Spolu s Františkem Poláčkem měli pronajatou tkalcovnu v Dobrém. Oba dva tkalci byli v době protektorátní zapojeni do Obrany národa a služebně podřízeni nadporučíku Albínu Sládkovi z Hradce Králové. Albín Sládek (alias „Sokol“) skrývající se tři roky v ilegalitě a od února 1940 stále intenzivně hledaný gestapem několikrát přenocoval u Čtvrtečkovy matky v chalupě č.p. 53 na Dolech u Bystré v Orlických horách.
V noci z 24. února na 25. února 1943 přespal Sládek u Čtvrtečky a Poláčka v provozu tkalcovny v Dobrém. Dne 25. února 1943 ráno doprovodil Bohuslav Čtvrtečka Albína Sládka ke své matce Anně do chalupy na Dolech a odtud se měl Sládek druhý den (tj. 26. února 1943) ráno přesouvat opět do jiné lokality.
Ilegální skupina, kam Čtvrtečka náležel byla relativně rozsáhlou protiněmeckou regionální organizací vedenou železničářem Bohumilem Říčařem a Albínem Sládkem. Kromě Sládka usilovalo gestapo delší dobu i o zatčení Bohumila Říčaře (užíval v odboji krycí jména „Bureš“ a „Kupka“) a proto do organizace nasadilo konfidenta gestapa Vladimíra Farského z Prahy. Tak se stalo, že Albín Sládek byl Němci nakonec vyslíděn a jeho pohyb byl nějakou dobu sledován. 
Navečer 25. února 1943 zatklo gestapo v tkalcovně v Dobrém oba odbojáře: Bohuslava Čtvrtečku i Františka Poláčka. Bohuslav Poláček byl přinucen příslušníky gestapa (pod pohrůžkou zastřelení) dovést zatýkací komando na Doly k chalupě číslo popisné 53, kde bydlela jeho matka Anna a kde se tou dobou nacházel Albín Sládek. Členové přepadového komanda obklíčili objekt a po půlnoci (tj. 26. února 1942) spustili akci:
... přinutili mne, abych zavolal na matku, aby otevřela, a já první jsem musel otevříti dveře, kde Sládek spal. Teprve za mnou šli gestapáci, neboť se báli, kdyby Sládek vystřelil, aby to nedostali oni, nýbrž já. Nadporučík Sládek skutečně jednou vystřelil, ale kulka šla do okraje dveří. V tom okamžiku za mnou jdoucí gestapák mne odstrčil a plnou dávkou z automatické pušky Sládka, ležícího v posteli, zastřelil.
Bohuslav Čtvrtečka, Průběh přepadení a vražda Albína Sládka, 

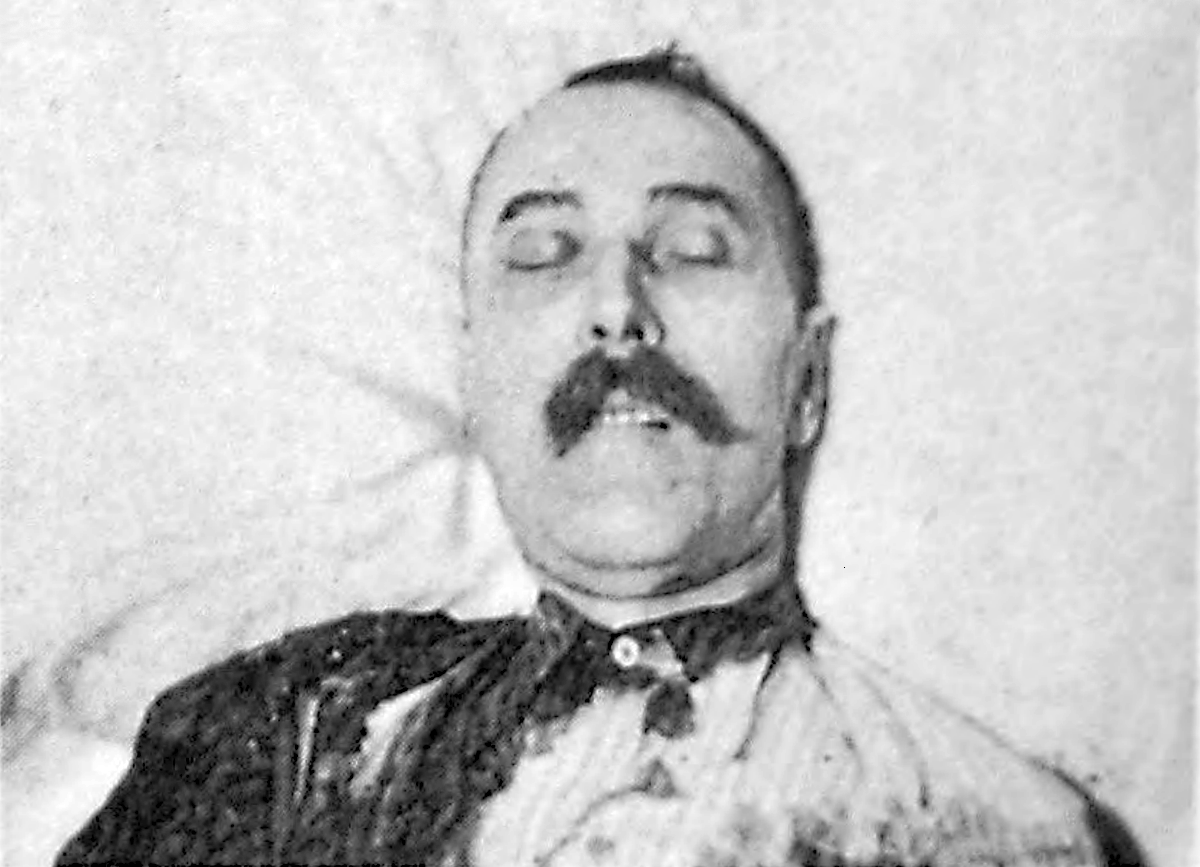
Posmrtná fotografie ležícího Albína Sládka pořízená gestapem

Přesnější okolnosti Sládkovy smrti nejsou zcela jasné. Zkušený „ilegalista“ Sládek byl zřejmě zásahem gestapa zaskočen, když vyčerpán ležel na posteli, odpočíval nebo podřimoval. Sice ze své osobní zbraně na příslušníky gestapa stačil vystřelit, ale jeho obranná reakce byla pomalá a nepřesná.
Zatýkací akce gestapa byla utajena i před bysterskými četníky. Po skončení zátahu musel na příkaz Němců starosta obce zajistit odvoz těla zavražděného Sládka do pardubického krematoria. Zároveň byl úkolován nechat hlídat chalupu na Dole a zapečetit ji. Rakev s tělem zavražděného byla dopravena bysterským kočím z Markova statku do pohřebního ústavu v Novém Městě nad Metují. Veškeré výlohy spojené s převozem rakve do krematoria v Pardubicích byly vyúčtovány na vrub obecního úřadu v Bystrém, kde později tuto částku uhradil Josef Čtvrtečka (bysterský bratr Bohuslava Čtvrtečky).
V chalupě na Dole pořídili Němci černobílou fotografii mrtvého Albína Sládka. V místnosti byl nepořádek, krev v peřinách, které museli být spáleny. Rodinní příslušníci Čtvrtečkových směli do chalupy až na základě úředního povolení. Anna Čtvrtečková chalupu v roce 1947 prodala. V roce 1961 zemřela ve věku 89 let u svého druhého syna Josefa Čtvrtečky v domě s číslem popisným 37, který v roce 1940 Josef Čtvrtečka zakoupil. Když se po skončení druhé světové války jeho bratr Bohuslav vrátil do vlasti, bydleli v tomto domě oba bratři společně.

## Po druhé světové válce
- Dne 20. října 1945 udělil prezident Československé republiky Dr. Edvard Beneš in memoriam štábnímu kapitánu Albínu Sládkovi Československý válečný kříž 1939 (matriční číslo 10 516).[4]
- Albín Sládek byl posmrtně povýšen z hodnosti nadporučíka do hodnosti štábního kapitána.[2]